# Bathyraja
Genre
Bathyraja est un genre de raies de la famille des Arhynchobatidae.

## Description
Le genre Bathyraja est caractérisé par un disque rhomboïdal (en forme de quadrilatère losange) et une queue ne dépassant pas la largeur maximale du disque corporel.

## Taxonomie
Le nom valide complet (avec auteur) de ce taxon est Bathyraja Ishiyama, 1958,.

### Synonymie
Bathyraja a pour synonymes :
- Bathyraja Ishyama & Hubbs, 1968
- Etaraia Leigh-Sharpe, 1924
- Zetaraia Leigh-Sharpe, 1924

### Liste des espèces
Selon le World Register of Marine Species (27 juillet 2023), ce genre compte les espèces suivantes :
- Bathyraja abyssicola (Gilbert, 1896)
- Bathyraja aguja (Kendall (d) & Radcliffe, 1912)
- Bathyraja albomaculata (Norman, 1937)
- Bathyraja aleutica (Gilbert, 1896)
- Bathyraja andriashevi (Dolganov (d), 1983)
- Bathyraja arctowskii (Dollo, 1904)
- Bathyraja bergi (Dolganov, 1983)
- Bathyraja brachyurops (Fowler, 1910)
- Bathyraja caeluronigricans (Ishiyama & Ishihara, 1977)
- Bathyraja chapmani (Ebert, Alfaro-Shigueto, Vélez-Zuazo, Pajuelo & Mangel, 2022)
- Bathyraja cousseauae Díaz de Astarloa & Mabragaña, 2004
- Bathyraja diplotaenia (Ishiyama, 1952)
- Bathyraja eatonii (Günther, 1876)
- Bathyraja fedorovi (Dolganov, 1983)
- Bathyraja griseocauda (Norman, 1937)
- Bathyraja hesperafricana Stehmann, 1995
- Bathyraja interrupta (Gill & Townsend, 1897)
- Bathyraja irrasa (Hureau & Ozouf-Costaz, 1980)
- Bathyraja ishiharai (Stehmann, 2005)
- Bathyraja isotrachys (Günther, 1877)
- Bathyraja kincaidii (Garman, 1908)
- Bathyraja leucomelanos (Iglésias & Lévy-Hartmann, 2012)
- Bathyraja lindbergi (Ishiyama & Ishihara, 1977)
- Bathyraja longicauda (de Buen, 1959)
- Bathyraja maccaini (Springer, 1971)
- Bathyraja macloviana (Norman, 1937)
- Bathyraja maculata (Ishiyama & Ishihara, 1977)
- Bathyraja magellanica (Philippi, 1902)
- Bathyraja mariposa Stevenson, Orr, Hoff & McEachran, 2004
- Bathyraja matsubarai (Ishiyama, 1952)
- Bathyraja meridionalis Stehmann, 1987
- Bathyraja minispinosa Ishiyama & Ishihara, 1977
- Bathyraja multispinis (Norman, 1937)
- Bathyraja murrayi (Günther, 1880)
- Bathyraja notoroensis Ishiyama & Ishihara, 1977
- Bathyraja pacifica Last, Stewart & Séret, 2016
- Bathyraja pallida (Forster, 1967)
- Bathyraja panthera Orr, Stevenson, Hoff, Spies & McEachran, 2011
- Bathyraja papilionifera Stehmann, 1985
- Bathyraja peruana McEachran & Miyake, 1984
- Bathyraja pseudoisotrachys Ishihara & Ishiyama, 1985
- Bathyraja richardsoni (Garrick, 1961)
- Bathyraja scaphiops (Norman, 1937)
- Bathyraja schroederi (Krefft, 1968)
- Bathyraja sexoculata Misawa, Orlov, Orlova, Gordeev & Ishihara, 2020
- Bathyraja shuntovi Dolganov, 1985
- Bathyraja smirnovi (Soldatov & Pavlenko, 1915)
- Bathyraja smithii (Müller & Henle, 1841)
- Bathyraja spinicauda (Jensen, 1914)
- Bathyraja spinosissima (Beebe & Tee-Van, 1941)
- Bathyraja taranetzi (Dolganov, 1983)
- Bathyraja trachouros (Ishiyama, 1958)
- Bathyraja trachura (Gilbert, 1892)
- Bathyraja tunae Stehmann, 2005
- Bathyraja tzinovskii Dolganov, 1983
- Bathyraja violacea (Suvorov, 1935)

Trois espèces présentes dans d'autres bases de données dont GBIF (26 juillet 2023), ne sont plus présentes dans la dernière mouture du WoRMS :
- Bathyraja hubbsi Ishihara et Ishiyama, 1985
- Bathyraja parmifera (Bean, 1881)
- Bathyraja simoterus (Ishiyama, 1967)